# نبردناو موتسو
نبردناو موتسو (به انگلیسی: Japanese battleship Mutsu) یک کشتی بود که طول آن ۲۱۵٫۸ متر (۷۰۸ فوت ۰ اینچ) بود. این کشتی در سال ۱۹۲۰ ساخته شد.